# Яркін Іван Осипович
Іван Осипович Яркін (нар. 13 вересня 1900, село Мало-Уваровщина, Тамбовська губернія, тепер Кірсановський район, Тамбовська область, Російська Федерація — пом. 1967) — радянський військовий діяч, генерал-майор танкових військ. Кандидат у члени ЦК КП(б)У в червні 1938 — травні 1940 р.

## Біографія
З листопада 1918 року служив у Червоній армії. Учасник Громадянської війни в Росії. Служив червоноармійцем 14-го артилерійського залізничного полку.
Член ВКП(б) з 1919 року.
З грудня 1919 року — політпрацівник 3-го запасного полку в Харкові. З жовтня 1920 року — курсант політичних курсів при Південно-Західному фронті. З січня 1921 року — політкерівник повітового військкомату міста Пензи. З квітня 1921 року — помічник командира і командир взводу 1-го Пензенського кавалерійського полку. З червня 1921 року — командир взводу в 2-му кавалерійському полку і 1-й Сибірській кавалерійській дивізії. З січня 1922 року — на курсах підготовки середнього командного складу при 3-му кавалерійському корпусі. З травня 1922 року — командир взводу в 7-й кавалерійській дивізії. З лютого 1924 року — помічник командира ескадрону 42-го кавалерійського полку.
З грудня 1924 року — курсант Смоленської Вищої піхотної школи. З квітня 1926 року — політкерівник в кавалерійських дивізіях. З липня 1929 року — відповідальний секретар 33-го полку. З січня 1930 року — командир ескадрону 32-го кавалерійського полку.
З грудня 1931 року — слухач Ленінградських бронетанкових курсів вдосконалення і перепідготовки командного складу РСЧА імені тов. Бубнова. З травня 1932 року — командир роти 3-го навчального полку, з червня 1932 — там же тимчасовий виконувач обов'язків командира батальйону. З грудня 1932 року — помічник по технічній частині командира батальйону. З січня 1933 — тимчасовий виконувач обов'язків командира розвідувального батальйону 3-ї бригади. З березня 1933 року — знову слухач Ленінградських бронетанкових курсів вдосконалення командного складу РСЧА імені тов. Бубнова.
З листопада 1933 року — командир роти, а з березня 1935 року — командир батальйону 3-ї механізованої бригади.
У січні — листопаді 1937 р. — в урядовому відрядженні, учасник громадянської війни в Іспанії, командир танкового батальйону. З липня 1937 — тимчасовий виконувач обов'язків командира 7-го механізованого полку.
У березні 1938 — квітні 1939 р. — командир 133-ї механізованої (4-ї легко-танкової) бригади Київського військового округу. У квітні — листопаді 1939 р. — командир 25-го танкового корпусу Київського військового округу.
З листопада 1939 — начальник відділу (управління) Автобронетанкових військ Одеського військового округу. З липня 1941 року — начальник Автобронетанкових військ 9-ї армії. Був представником штабу Південного фронту на Сталінградському тракторному заводі восени 1941 року.
У лютому — липні 1942 р. — начальник Автобронетанкових військ Брянського фронту. У липні — жовтні 1942 р. — заступник командувача Воронезького фронту по Автобронетанкових військах.
З жовтня 1942 року — слухач Військової академії механізації і моторизації імені Сталіна. З січня 1943 року — начальник автомобільного управління Донського фронту. З липня 1943 року — начальник автомобільного управління Центрального фронту. З жовтня 1943 року — у розпорядженні начальника тилу РСЧА. З лютого 1944 року — заступник з формування начальника Тамбовського танкового табору.
З липня 1945 — тимчасовий виконувач обов'язків начальника 1-го Горьковського танкового училища. У серпні 1946 — червні 1948 р. — командувач бронетанковими і механізованими військами 8-ї гвардійської армії у Групі радянських окупаційних військ в Німеччині.
У червні 1948 — травня 1949 р. — слухач курсів при Військовій академії імені Ворошилова. У травня 1949 — серпні 1951 р. — командувач бронетанковими і механізованими військами 13-ї армії Прикарпатського військового округу. З 24 серпня 1951 — у відставці.

## Звання
- капітан (13.01.1936)
- полковник (9.01.1938)
- генерал-майор танкових військ (13.05.1942)

## Нагороди
- орден Червоного Прапора (22.10.1937);
- орден Червоної Зірки (21.06.1937);
- орден Вітчизняної війни 1-го ступеня (23.09.1943);
- орден Вітчизняної війни 2-го ступеня (26.09.1944);
- медалі